# Hemibrycon
Genre
Le genre Hemibrycon regroupe plusieurs espèces de poissons américains de la famille des Characidés.

## Liste des espèces
- Hemibrycon beni N. E. Pearson, 1924
- Hemibrycon boquiae C. H. Eigenmann, 1913
- Hemibrycon brevispini Román-Valencia & Arcila-Mesa, 2009
- Hemibrycon cairoense Román-Valencia & Arcila-Mesa, 2009
- Hemibrycon carrilloi Dahl, 1960
- Hemibrycon colombianus C. H. Eigenmann, 1914
- Hemibrycon dariensis Meek & Hildebrand, 1916
- Hemibrycon decurrens C. H. Eigenmann, 1913
- Hemibrycon dentatus C. H. Eigenmann, 1913
- Hemibrycon divisorensis Bertaco, L. R. Malabarba, Hidalgo & H. Ortega, 2007
- Hemibrycon helleri C. H. Eigenmann, 1927
- Hemibrycon huambonicus Steindachner, 1882
- Hemibrycon inambari Bertaco & L. R. Malabarba, 2010
- Hemibrycon jabonero L. P. Schultz, 1944
- Hemibrycon jelskii Steindachner, 1877
- Hemibrycon metae G. S. Myers, 1930
- Hemibrycon microformaa Román-Valencia & Ruiz-Calderón, 2007
- Hemibrycon mikrostiktos Bertaco & L. R. Malabarba, 2010
- Hemibrycon orcesi J. E. Böhlke, 1958
- Hemibrycon paez Román-Valencia & Arcila-Mesa, 2010
- Hemibrycon palomae Román-Valencia, García-Alzate, Ruiz-Calderón & Taphorn, 2010
- Hemibrycon polyodon Günther, 1864
- Hemibrycon quindos Román-Valencia & Arcila-Mesa, 2010
- Hemibrycon rafaelense Román-Valencia & Arcila-Mesa, 2008
- Hemibrycon raqueliae Román-Valencia & Arcila-Mesa, 2010
- Hemibrycon sanjuanensis Román-Valencia, Ruiz-Calderón, Taphorn & García-Alzate, 2014 [1]
- Hemibrycon santamartae Román-Valencia, Ruiz-Calderón, García-Alzate & Taphorn, 2010
- Hemibrycon surinamensis Géry, 1962
- Hemibrycon taeniurus T. N. Gill, 1858
- Hemibrycon tridens C. H. Eigenmann, 1922
- Hemibrycon velox Dahl, 1964
- Hemibrycon virolinica Román-Valencia & Arcila-Mesa, 2010
- Hemibrycon yacopiae Román-Valencia & Arcila-Mesa, 2010